# 모래시계돌고래
모래시계돌고래(Lagenorhynchus cruciger, hourglass dolphin)는 참돌고래과 낫돌고래속에 속하는 고래의 일종이다. 남극과 아남극 주변 해역에서 서식한다. 드물게 발견되는 종이다. Drake 해협을 건너는 선박에서 흔히 볼 수 있지만, 원편극 분포를 가지고 있습니다.이 종은 1820년 남태평양에서 그린 그림에서 1824년 Jean René Constant Quoy와 Joseph Paul Gaimard에 의해 새로운 종으로 확인되었습니다.그것은 널리 퍼진 유일한 고래류입니다. 모래시계돌고래는 윗부분이 검은색이고 배 부분이 흰색이며, 옆구리에는 흰색 반점이 있고 때로는 짙은 회색이변형되기도 한다. 이러한 이유로 고래잡이들은 "바다 소"(비록 분류학적인 Sirenia 목에는 속하지 않지만) 또는 "바다 스컹크"라고 불렀다. 각 측면은 앞쪽, 부리, 눈, 오리발 위에 흰색 반점이 있고 뒤쪽에는 두 번째 반점이 있다.이 두 반점은 얇은 흰색 띠로 연결되어 있으며, 느슨하게 말하자면 모래시계 모양을 만들어돌고래의 일반적인 이름이 되었다. 표시는 개인마다 다를 수 있다.학명 cruciger는 "교차 운반체"를의미하며 위에서 보면 모호하게 닮은 검은색 착색 영역을 의미한다. 일반적인 서식지에서 돌고래는 쉽게 식별할 수 있다. 남쪽 고래 돌고래는 비슷한 크기와 비슷한 색을 가진유일한 고래류로, 남쪽까지 서식하는 중복 분포를 가지고 있다.모래시계돌고래의 등지느러미는 다양하며 특히나이 든 동물에서 곡률이 두드러질 수 있다.모래시계돌고래는 원반 모양의 척추뼈와 기타 경사진 과정을가지고 있어 안정성이 높다.성체 수컷의 몸길이는 약 1.8미터(5.9피트)이고 몸무게는 90킬로그램(약200파운드)이 넘는다.어린 암컷의 몸길이는 1.6미터에서 1.8미터(5.2피트에서 5.9피트)이고 몸무게는70킬로그램에서 90킬로그램(150파운드에서 200파운드)이다.이 종은 작지만 매우 빠르고 민첩하다.수컷은 암컷보다 약간 작고 가벼운 것으로 알려져 있지만 표본 수가 적다는 것은 확실한 결론을 내릴 수 없다.암컷의 임신 기간은 약 12.9개월로 추정되며, 7월 중순에서 하순 사이에 출산하는 경향이 있다. 모래시계 돌고래는 윗턱에 26~34개의 이빨이 있고 아랫턱에 27~35개의 이빨이 있다. 모든 종의 돌고래와 마찬가지로 먹이를 찾기 위해 반향정위를 사용한다. 색깔, 크기, 먹이는 아직 확인된 적이 없으며 아직 알려지지 않았다.
지리적 범위와 분포
남극 대륙의 얼음 덩어리 근처에서 약 45°S까지의 원극성 범위입니다. [3] 가장 북쪽에서 확인된 목격 사례는남대서양에서 36°S, 태평양에서 칠레 발파라이소 근처에서 33°S입니다. [11] 전체 원극성 분포는 약 45°S에서 67°S이며, 섬 근처에서는 거의 목격되지 않고 대부분 남대양에서 관찰됩니다. 목격 사례는 뉴질랜드 남부, 사우스 셰틀랜드 제도 주변[12] 및 아르헨티나 티에라 델 푸에고 앞바다에서 가장 흔하게 이루어졌습니다.
서식지
모래시계돌고래는 완전히 남극에 서식하는 종입니다. 이 종은 차가운 물을 선호하기 때문에 대부분의 시간을온도가 -0.3°C에서 7°C인 지표면 근처에서 보냅니다. 모래시계돌고래가 발견한 가장 따뜻한 물은 14°C였습니다.모래시계 돌고래는 호주 여름에는 남쪽으로 더 멀리 이동하고 호주 겨울에는 북쪽으로 더 멀리 이동합니다. 모래시계 돌고래는 종종 10~15마리까지 작은 그룹에서 관찰되지만, 최대 100마리까지 관찰된 적이 있습니다.그들은 파일럿 고래, 밍크 고래, 남방고래 돌고래와 같은 다른 고래류와 먹이를 공유하며 지느러미 고래와함께 자주 관찰됩니다.모래시계 돌고래는 종종 배와 수염고래의 파도를 타고 이동합니다. 모래시계 돌고래와남방큰고래, 범고래, 아르누스 부리고래가 관찰된 바 있습니다. 소수의 표본의 위 내용물을 조사한 결과, 그들은 사마귀 새우, 다낭충, 그리고 다양한 (기록되지 않은) 종의 오징어와 작은 물고기를 먹는 것으로 나타났습니다. 모래시계 돌고래의 수명은 약 27-46년으로 대서양 흰면 돌고래와 태평양 흰면 돌고래의 수명과 비슷할 것으로 추정됩니다. 
분류
이 종은 1820년 1월에  Quoy와Gaimard(1824)가 목격한 후 처음으로 Delphinus cruciger라는 이름을붙였습니다. Lesson and Garnot(1827)는 옆구리에 두 개의 흰색 반점이 있는 또 다른 돌고래를 Delphinus bivittatus.라고 명명했습니다.

## 같이 보기
- 고래류의 종 목록